# Christian Gramsch
Christian Gramsch (* 23. Dezember 1959 in Düsseldorf) ist ein deutscher Journalist und ehemaliger Direktor der Deutsche Welle Akademie (DW Akademie). Er verbrachte seine Kindheit in Monheim am Rhein und ist der ältere Bruder der Harfenistin Ulla van Daelen.

## Werdegang
Nach einem Volontariat bei der Rheinischen Post war Christian Gramsch beim Südwestrundfunk Baden-Baden für den SWF3 tätig, bevor er ab 1983 als freier Hörfunk- und Fernsehjournalist für verschiedene Sender der ARD arbeitete. Dabei moderierte er unter anderem die Sendung „SWF3-Litfasswelle“ und diverse Talk- und Unterhaltungssendungen im Radio und TV. Von 1986 bis 1987 berichtete Gramsch als Korrespondent der Rundfunk-Nachrichtenagentur RUFA aus Bonn.
Gramsch war darüber hinaus für den TV-Sender VOX, die DW Fernseh-Nachrichten „Journal“ und die WDR-Sendung „Aktuelle Stunde“ tätig. Im Jahre 2000 wurde Gramsch beim Hessischen Rundfunk Hörfunk-Chefredakteur und Leiter des Programmbereichs Politik, Nachrichten, Zeitgeschehen. Im Rahmen der Programmreform beim Hessischen Rundfunk wurde Gramsch 2004 zum Wellenchef des ersten Hörfunkprogramms hr1 ernannt.
Ab 2006 führte er als Programmdirektor der Deutschen Welle unter anderem die Bereiche Hörfunk und Online in Bonn zusammen. Bis 2013 verantwortete er als Direktor der Multimediadirektion Regionen multimediale journalistische Angebote der DW in 28 Sprachen. Von 2014 bis 2018 war er Direktor der DW Akademie.
Christian Gramsch war außerdem lange Zeit als Trainer für den journalistischen Nachwuchs tätig, so zum Beispiel für den WDR, SWR und die DW.